# 2003년 한국프로야구
2003년 한국프로야구는 2003년 4월 5일에 시작되었다. 한국프로야구는 김재박 감독이 이끄는 현대 유니콘스의 우승으로 10월 25일에 끝이 났다.

## 정규 리그
| 순위 | 팀            | 경기수 | 승 | 무 | 패 | 승률  | 게임차 | 기타 |
| ---- | ------------- | ------ | -- | -- | -- | ----- | ------ | ---- |
| 1    | 현대 유니콘스 | 133    | 80 | 2  | 51 | 0.611 | 0.0    |      |
| 2    | KIA 타이거즈  | 133    | 78 | 5  | 50 | 0.609 | 1.5    |      |
| 3    | 삼성 라이온즈 | 133    | 76 | 4  | 53 | 0.589 | 4.0    |      |
| 4    | SK 와이번스   | 133    | 66 | 4  | 64 | 0.508 | 14.5   |      |
| 5    | 한화 이글스   | 133    | 63 | 5  | 65 | 0.492 | 16.5   |      |
| 6    | LG 트윈스     | 133    | 60 | 2  | 71 | 0.458 | 21.0   |      |
| 7    | 두산 베어스   | 133    | 57 | 2  | 74 | 0.435 | 24.0   |      |
| 8    | 롯데 자이언츠 | 133    | 39 | 3  | 91 | 0.300 | 41.5   |      |

### 기록
- 10월 25일, 현대 유니콘스가 SK 와이번스를 4승 3패로 꺾고 한국시리즈를 제패한다.

### 화제
- 삼성 라이온즈의 이승엽은 홈런수 56개로 아시아 신기록을 달성한다.
- 김동주는 3할 4푼 2리의 성적으로 수위타자에 등극한다.
- 롯데 자이언츠는 36승 91패 3무의 성적을 거두며 최하위에 머문다.
- 현대 유니콘스는 SK 와이번스를 상대로 한국시리즈에서 우승을 거둔다.
- 정민태가 한국시리즈 MVP, 다승왕에 등극한다.

## 포스트시즌
- 4위 팀 SK 와이번스는 3위 팀 삼성 라이온즈를 상대로 한 준플레이오프에서 2전 전승의 성적으로 플레이오프에 진출한다.
- SK 와이번스는 KIA 타이거즈를 상대로 한 플레이오프에서 3승의 성적으로 한국시리즈에 진출한다.
- 현대 유니콘스는 SK 와이번스를 상대로 한 한국시리즈에서 4승 3패의 성적으로 한국시리즈 우승을 차지한다.

- 이 해의 한국시리즈 7차전은 현재까지 유일한 "매진되지 않은 한국시리즈 7차전"으로 기록되어 있다.

## 달성 기록
- 이승엽의 한 시즌 최다 홈런(56개)[1]